# 1995 في السويد
فيما يلي قوائم الأحداث التي وقعت خلال عام 1995 في السويد.

## رياضة
- 1 يناير – كأس العالم لكرة القدم للسيدات 1995

## مواليد

### فبراير
- 22 فبراير – معمر تانكوفيتش لاعب كرة قدم سويدي.
- 25 فبراير – أربير زينيلي لاعب كرة قدم سويدي.

### مايو
- 14 مايو – كيلي غيل

### سبتمبر
- 13 سبتمبر – جيري تولبرينج لاعب كرة يد سويدي.

### أبريل
- 2 أبريل – هانز ألففين (مواليد 1908)

### سبتمبر
- 9 سبتمبر – إريك نيلسون (مواليد 1916) لاعب كرة قدم سويدي.
- 15 سبتمبر – غونار نوردال (مواليد 1921) لاعب كرة قدم سويدي.